# Upplands runinskrifter 776
Upplands runinskrifter 776 är en vikingatida runsten i Väppeby, Enköpings-Näs socken och Enköpings kommun. 
Runstenen var försvunnen men delar av den var inlagda i en bakugn och fem fragment av stenen återfanns 1968. De återfunna runstensfragmenten utgör omkring halva U 776. Runorna upptäcktes först sedan fragmenten brutits loss ur golvet. De resterande delarna av runstenen har eftersökts utan resultat. 1971 flyttades till kyrkmagasinet 100 meter nordöst om kyrkan. Stenen är av granit, 1,87 meter hög, 0,70 meter bred. Runornas höjd är 12-15 centimeter.

## Inskriften
Translitterering av runraden:
sin : lit : risa : stin : þtina : auftr : uiþburn : faþur ...]
Normalisering till runsvenska:
S[t]æinn (eller S[v]æinn) let rœisa stœin þenna æftiʀ Viðbiorn, faður ...
Översättning till nusvenska:
Sten (eller Sven) lät resa denna sten efter Vidbjörn, fader ...